# Rzewuszyce
Rzewuszyce – wieś w Polsce położona w województwie świętokrzyskim, w powiecie włoszczowskim, w gminie Kluczewsko.
W latach 1975–1998 miejscowość administracyjnie należała do województwa piotrkowskiego.
| SIMC    | Nazwa  | Rodzaj     |
| ------- | ------ | ---------- |
| 0542280 | Rudka  | przysiółek |
| 0542296 | Zmarłe | przysiółek |

## Historia
Wieś notowana w roku 1573 jako Rzenschicze. Według spisu miast, wsi, osad Królestwa Polskiego z roku 1827 było tu 15 domów i 118 mieszkańców. Wieś wchodziła w skład dóbr Komorniki. W drugiej połowie XIX wieku była to wieś włościańska w gminie i parafii Kluczewsko.